# Episodi di Ballers (quinta stagione)
La quinta e ultima stagione della serie televisiva Ballers, composta da otto episodi, è stata trasmessa sul canale statunitense HBO dal 25 agosto al 13 ottobre 2019.
In Italia, la stagione è andata in onda in prima visione sul canale satellitare Sky Atlantic dal 21 ottobre all'11 novembre 2019.
| nº | Titolo originale       | Titolo italiano             | Prima TV USA      | Prima TV Italia  |
| -- | ---------------------- | --------------------------- | ----------------- | ---------------- |
| 1  | Protocol Is for Losers | Il protocollo è da perdenti | 25 agosto 2019    | 21 ottobre 2019  |
| 2  | Must Be the Shoes      | Devono essere le scarpe     | 1º settembre 2019 | 21 ottobre 2019  |
| 3  | Copernicursed          | La maledizione di Copernico | 8 settembre 2019  | 28 ottobre 2019  |
| 4  | Municipal              | Municipal                   | 15 settembre 2019 | 28 ottobre 2019  |
| 5  | Crumbs                 | Briciole                    | 22 settembre 2019 | 4 novembre 2019  |
| 6  | Edutainment            | Il professorino             | 29 settembre 2019 | 4 novembre 2019  |
| 7  | Who Wants a Lollipop   | Chi vuole un lecca-lecca?   | 6 ottobre 2019    | 11 novembre 2019 |
| 8  | Players Only           | Per i giocatori             | 13 ottobre 2019   | 11 novembre 2019 |